# Эйткен, Энди (футболист, 1877)
Э́ндрю Э́йткен (англ. Andrew Aitken; 27 апреля 1877, Эр — 15 февраля 1955, Англия) — шотландский футболист, нападающий. Выступал за сборную Шотландии.

## Клубная карьера
Родился в Эр, Шотландия. Выступал за местный «Эр Паркхаус». В 1895 году перешёл в «Ньюкасл Юнайтед» из второго дивизиона, в 1898 году помог клубу заработать повышение в классе, с 1899 по 1905 годы был капитаном «сорок». В сезоне 1904/05 вместе с клубом завоевал первый в истории чемпионский титул, дважды доходил до финала национального кубка (сезоны 1905, 1906).
В ноябре 1906 года перешёл из «Ньюкасл Юнайтед» в «Мидлсбро», заняв пост играющего тренера. Аналогичный пост занимал в «Лестер Фосс» (1909—1911), сумма трансфера составила 300 фунтов стерлингов.
Вернувшись в Шотландию, Эйткен выступал за «Данди» и «Килмарнок», завершил карьеру в январе 1913 года из-за травмы паха. После завершения игровой карьеры, недолго возглавлял «Гейтсхед Таун», после этого до самой смерти в 1955 году был трактирщиком в Тайнсайде.

## Международная карьера
30 марта 1901 года в матче Домашнего чемпионата Великобритании против сборной Англии Энди дебютировал в составе сборной Шотландии.